# Josef Blecha (1841)

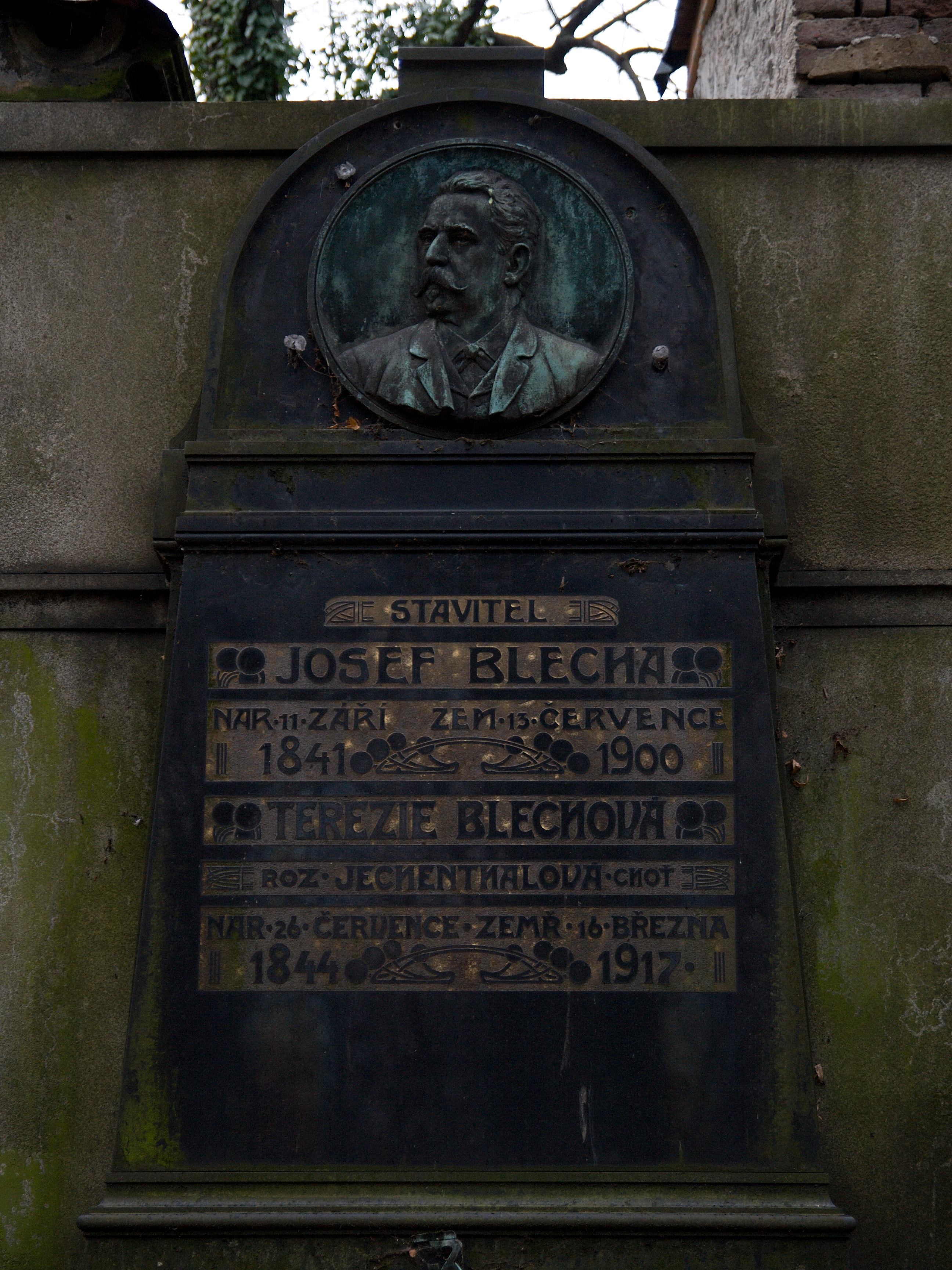
Hrobka rodiny Josefa Blechy na Olšanských hřbitovech

Josef Blecha (11. září 1841 Štítary u Kolína – 13. července 1900 Praha) byl český architekt a stavitel, starší bratr a společník stavitelů Aloise a Matěje Blechy, kteří po jeho smrti rodinnou firmu převzali.

## Život
Narodil se ve Štítarech u Kolína jako nejstarší ze tří bratrů do rolnické rodiny. Byl pokřtěn jako evangelík. Na základní školu chodil ve Štítarech, poté studoval v Kolíně. Po smrti rodičů vychovával své mladší sourozence. Po absolutoriu reálného gymnázia vystudoval pozemní stavitelství na pražské technice, studium zakončil roku 1864. Roku 1870 založil vlastní stavební podnikatelství v Karlíně, firma se zaměřovala především na stavbu průmyslových objektů na parní pohon (cukrovary, pivovary, lihovary...) či projekty nájemních domů, zejména v Praze. Dále firma opakovaně prováděla stavby především v Kolíně a Českých Budějovicích.
Roku 1871 inicioval vznik Jednoty stavitelů pro Království České, roku 1883 přejmenované na Spolek inženýrů a architektů (SAI). Od poloviny 80. let působil v jeho firmě jako společník a projektant bratr Matěj Blecha.

### Úmrtí
Josef Blecha zemřel 13. července 1900 v Praze na onemocnění ledvin ve věku 58 let a spolu s rodinou je pohřben na Olšanských hřbitovech. Po jeho smrti převzal vedení firmy Blecha bratr, architekt a inženýr, Matěj Blecha.

### Rodina
V roce 1875 se oženil s Terezií, rozenou Jechenthalovou (1844–1917). Jejich manželství bylo bezdětné.  Prostřední bratr Alois zemřel dva roky po smrti Josefa. Jeho synovec Josef Blecha (* 1896), syn Matěje Blechy, se také zabýval stavebnictvím a architekturou.

## Dílo
Výběr staveb, na kterých se Josef Blecha podílel jako architekt, stavitel nebo také stavebník:
- Reálka a škola Ženského výrobního spolku čp. 118, České Budějovice, novorenesance
- Vlastní vila, V Podbabě 2523/20, Praha 6-Dejvice, (po 1873)
- Dostavba Podskalského (Radimského) mlýna, Kolín (1877)
- Budova sirotčince, Kolín (1877-87)
- Budova Sokola, Kolín
- Úprava domu U Bílého věnce, Ovocný trh 11, Praha-Staré Město, (1890)
- Kirchneropva vila s terasou na věži, Na Vypichu čp. 288/XVIII, Praha-Liboc, (1891); novorenesance
- Evangelický kostel v Husově ulici v Humpolci, novorenesanční věž, (1891)
- Evangelický kostel v Nymburku
- Evangelický kostel v Kladně, novoklasicistní budova, (1895)
- Haurowitzova vila v Tichém údolí čp. 125, Roztoky u Prahy, [4]
- Novorenesanční třípatrový vlastní a činžovní dům továrníka JUDr. Karla Wintersteina (* 1865), v Žitné ulici 10, čp.562/II, Praha-Nové Město (1897)
- Spolkový dům Domácnost se školou v Lazarské ulici ulici 3, čp. 1718-II, Praha-Nové Město (1899)

## Galerie

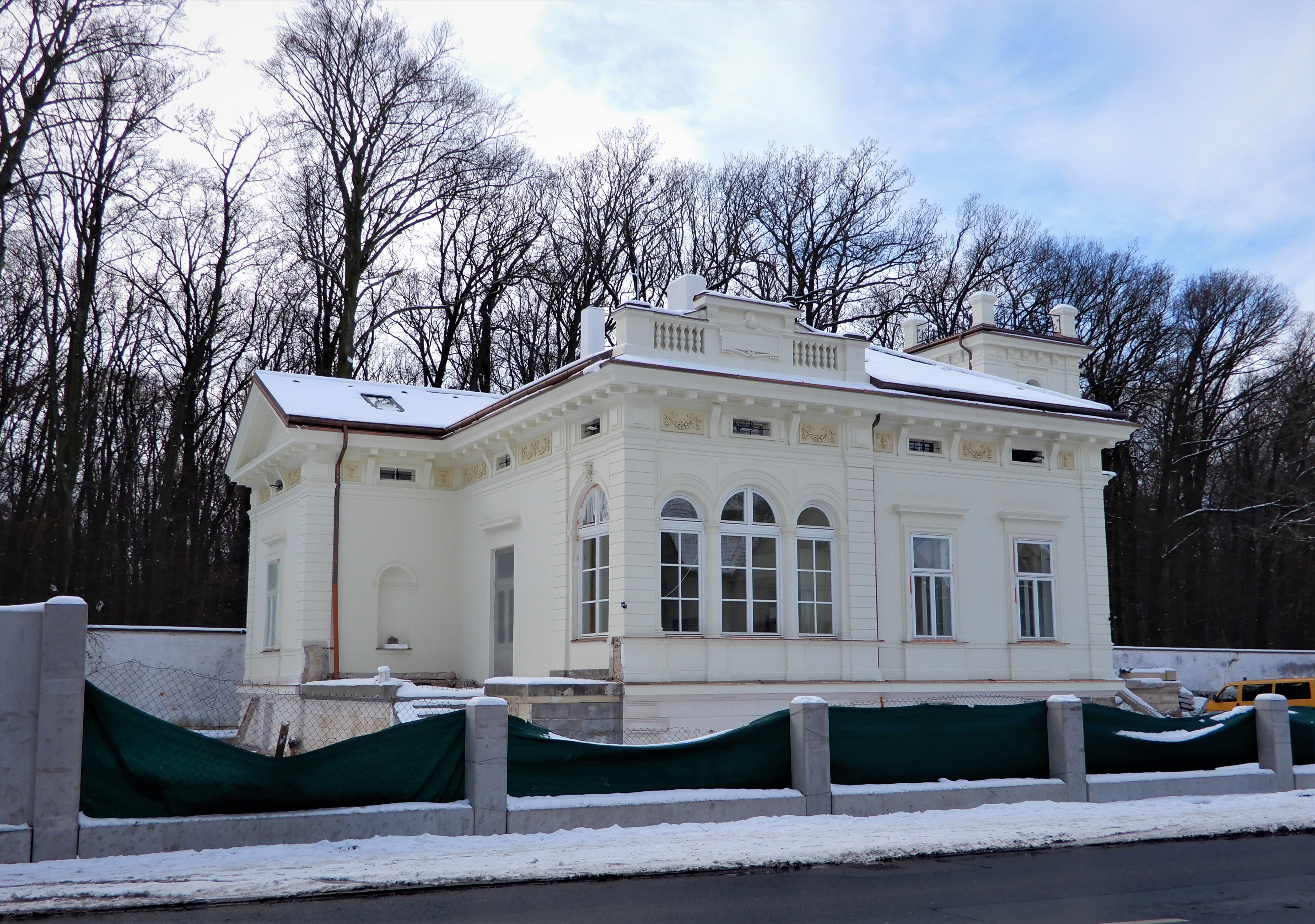
Kirchnerova vila Na Vypichu, 1891
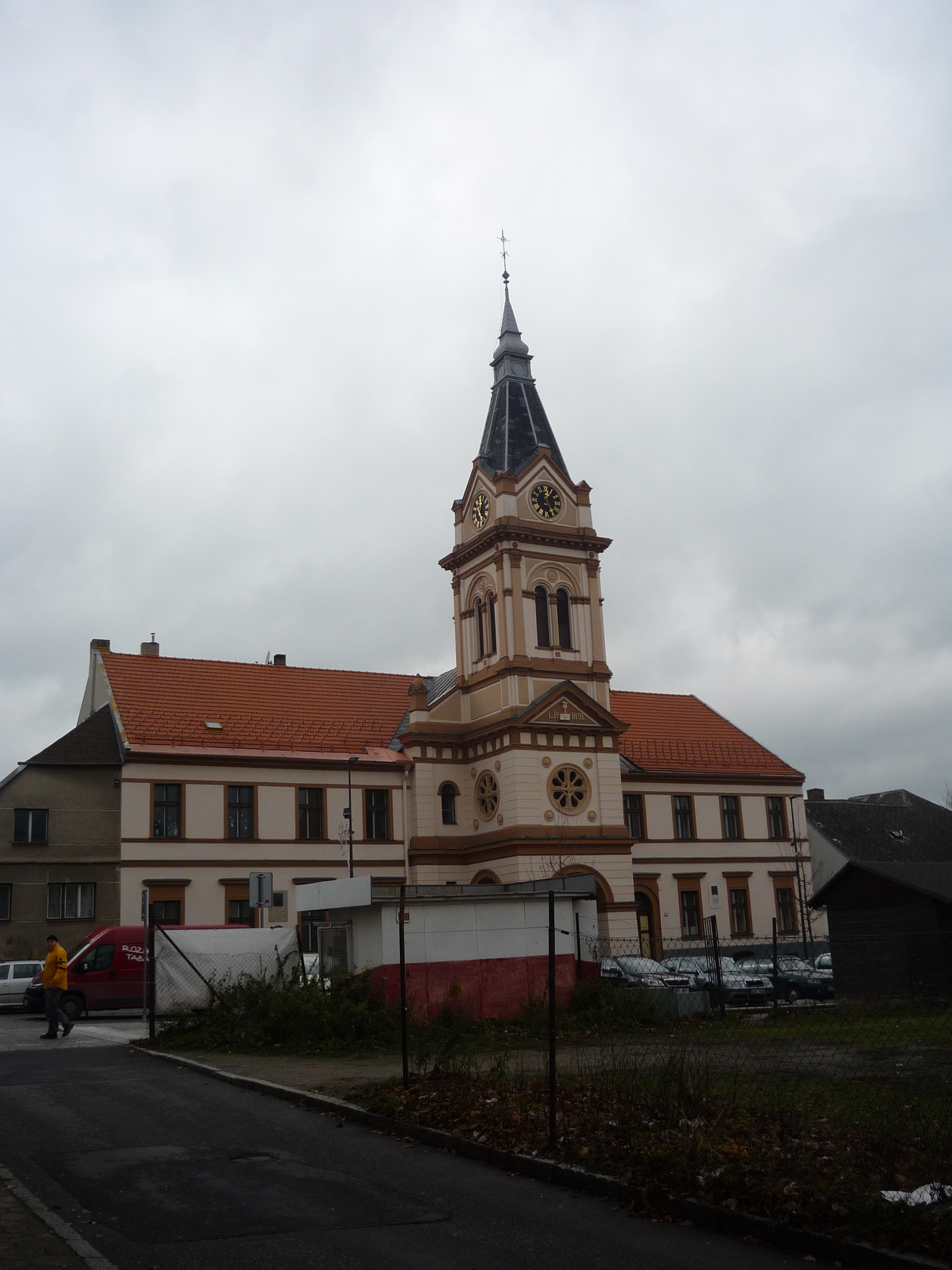
Evangelický kostel, novorenesanční věž v Husově ulici, Humpolec, 1891
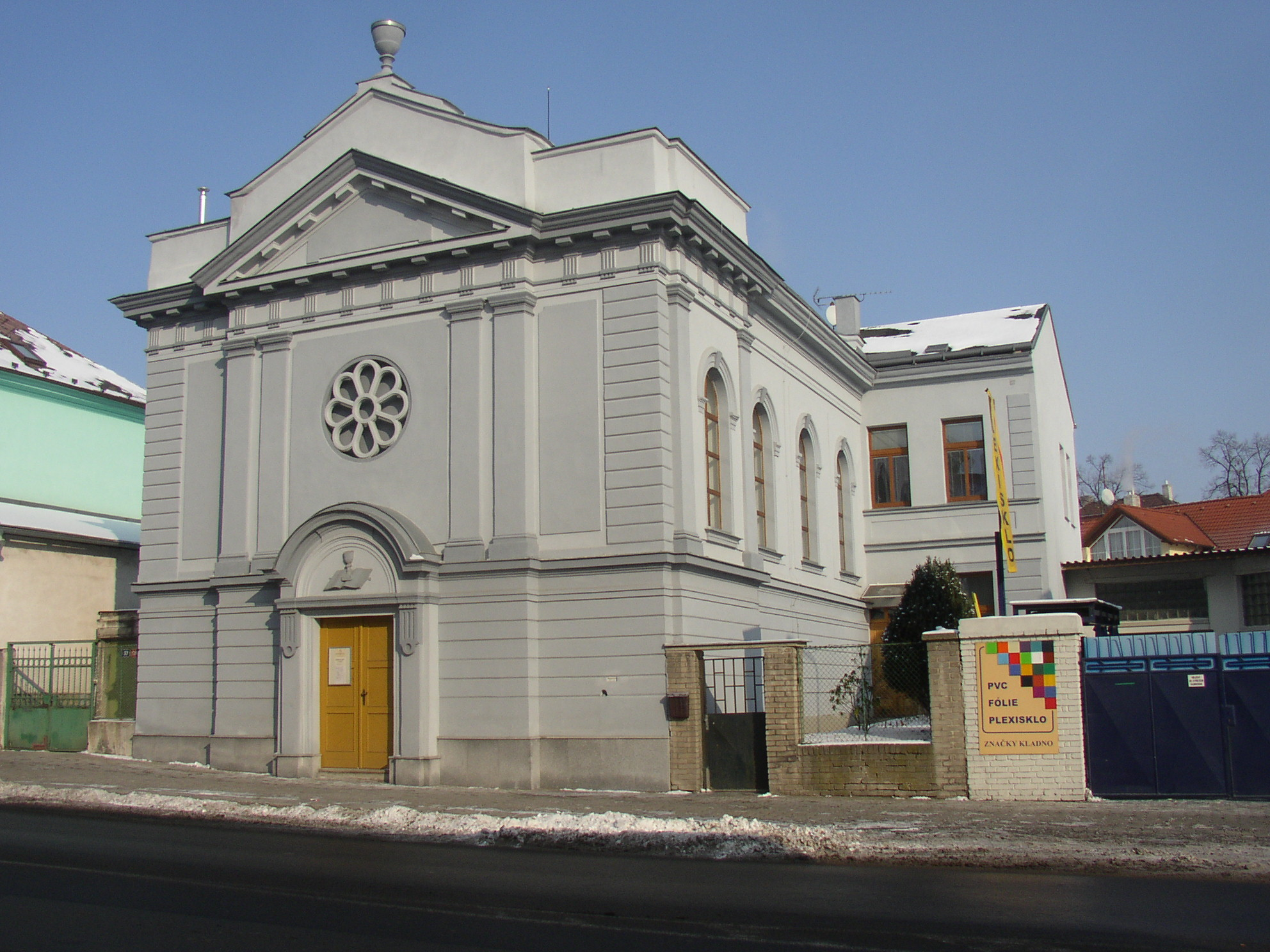
Evangelický kostel na Kladně. Novoklasicistní budova, 1895
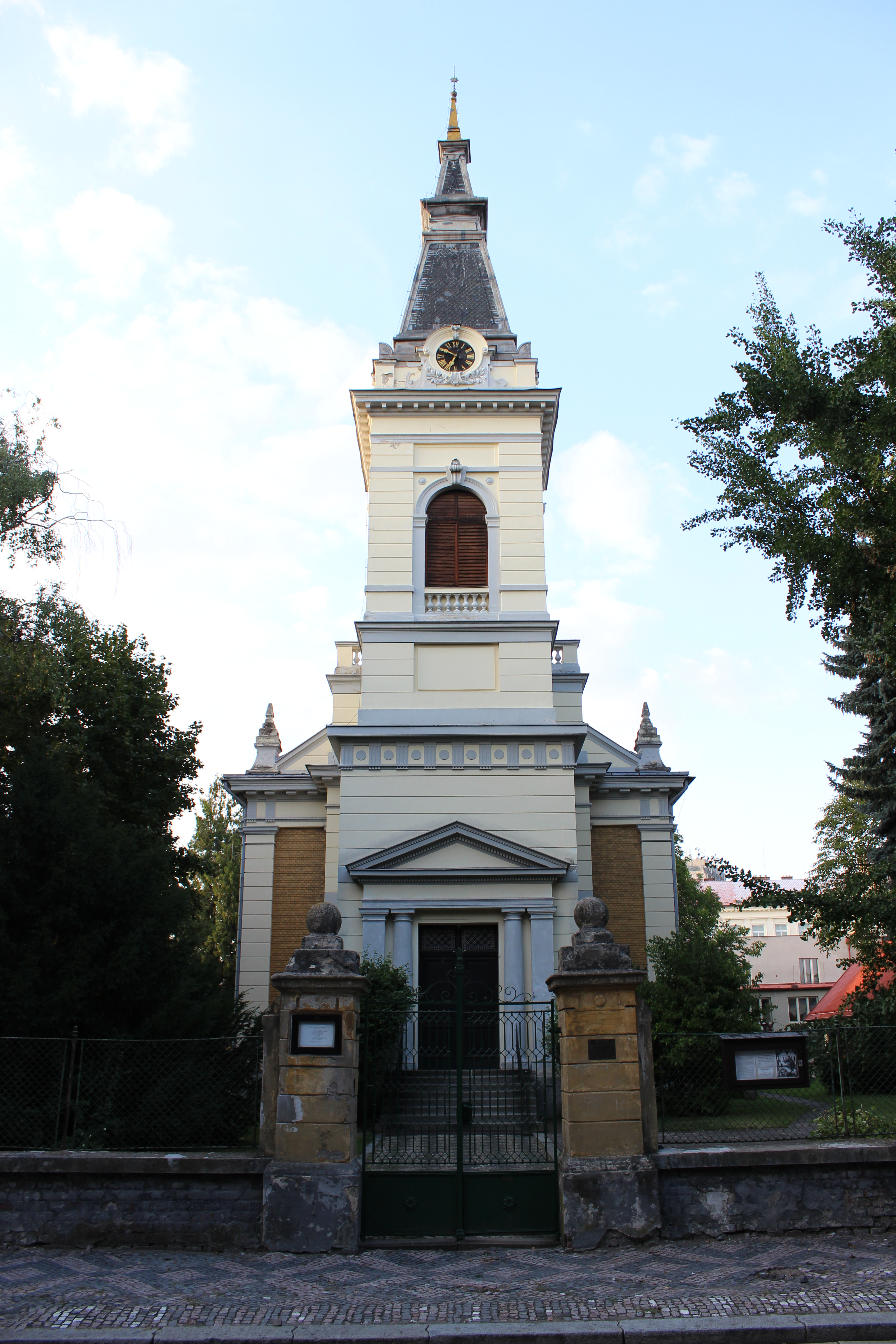
Kostel Českobratrské církve evangelické v Nymburku,
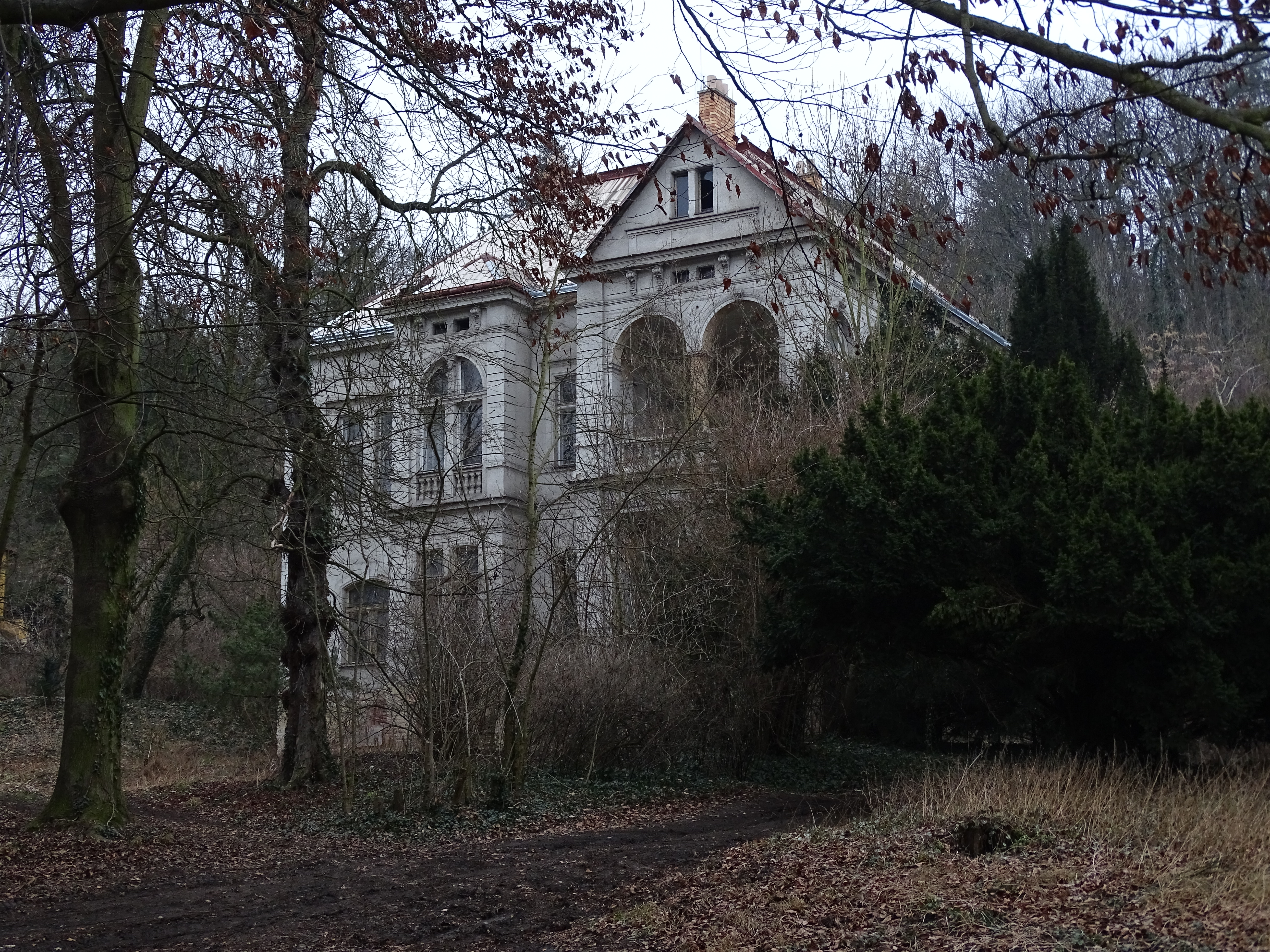
Vila v Tichém údolí čp. 125, Roztoky, okres Praha-západ
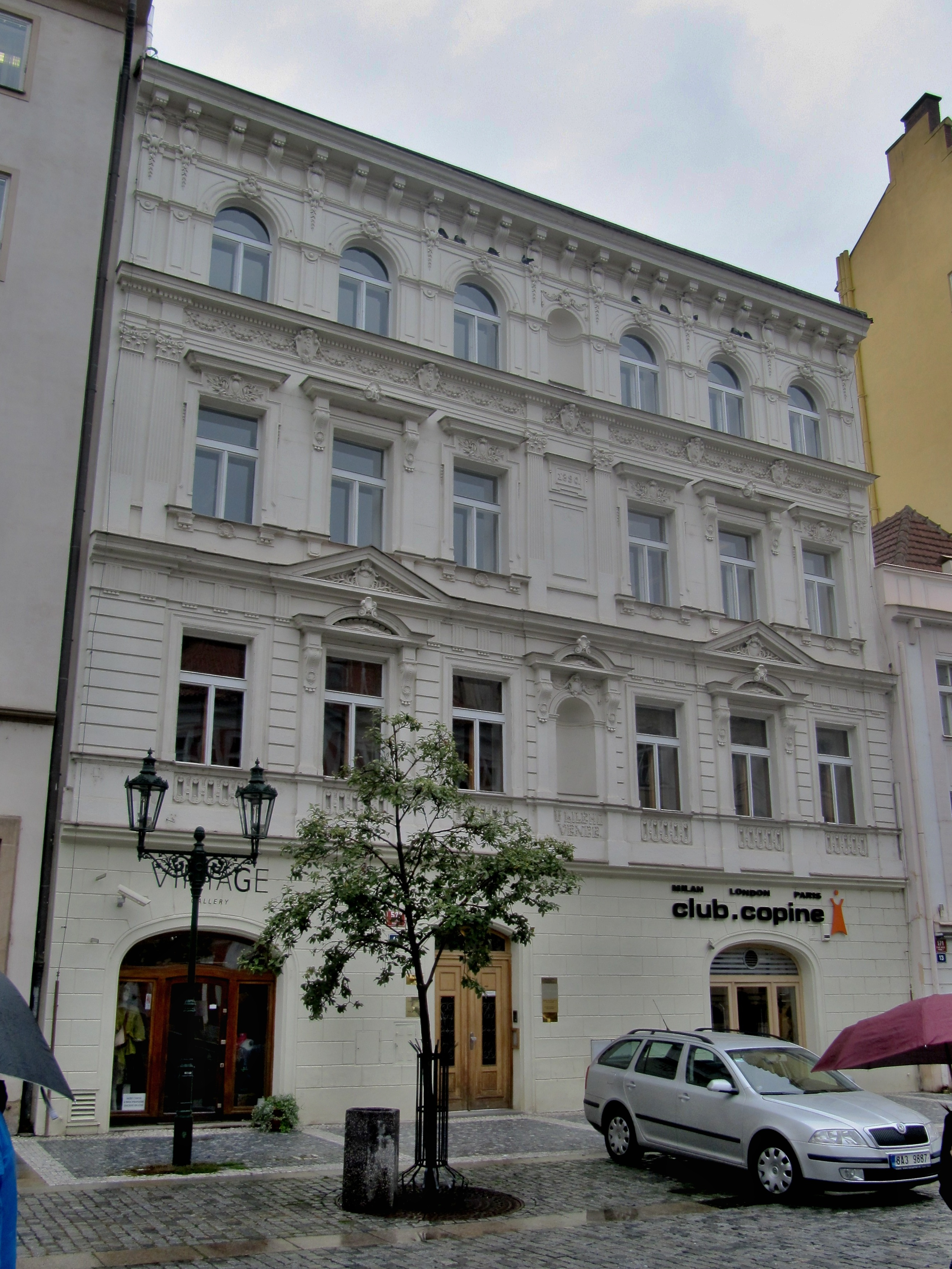
Dům U Bílého věnce, Ovocný trh 11, úprava J. Blechy, 1890
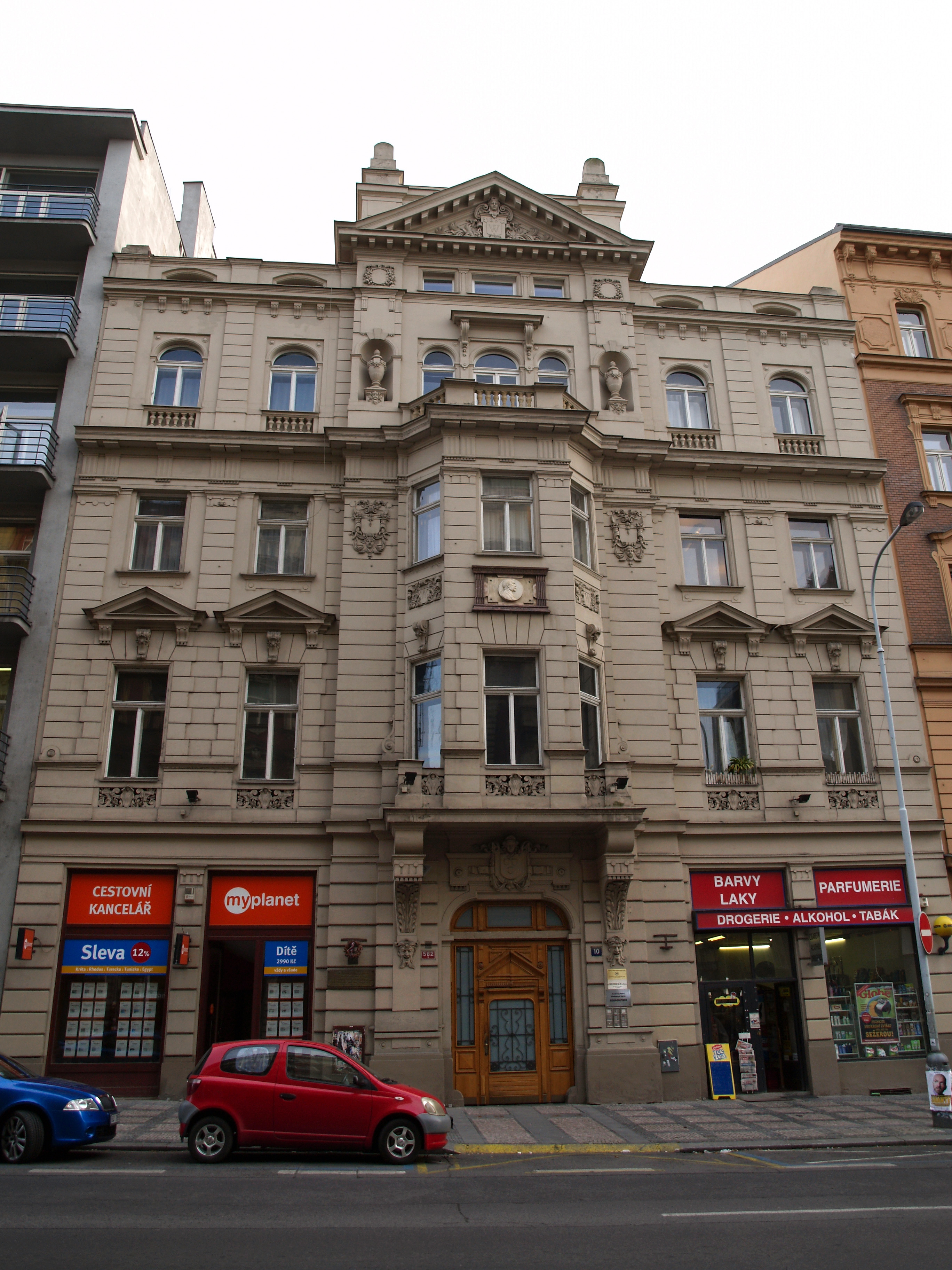
Činžovní dům Dr. Wintersteina, Žitná 10, 1897
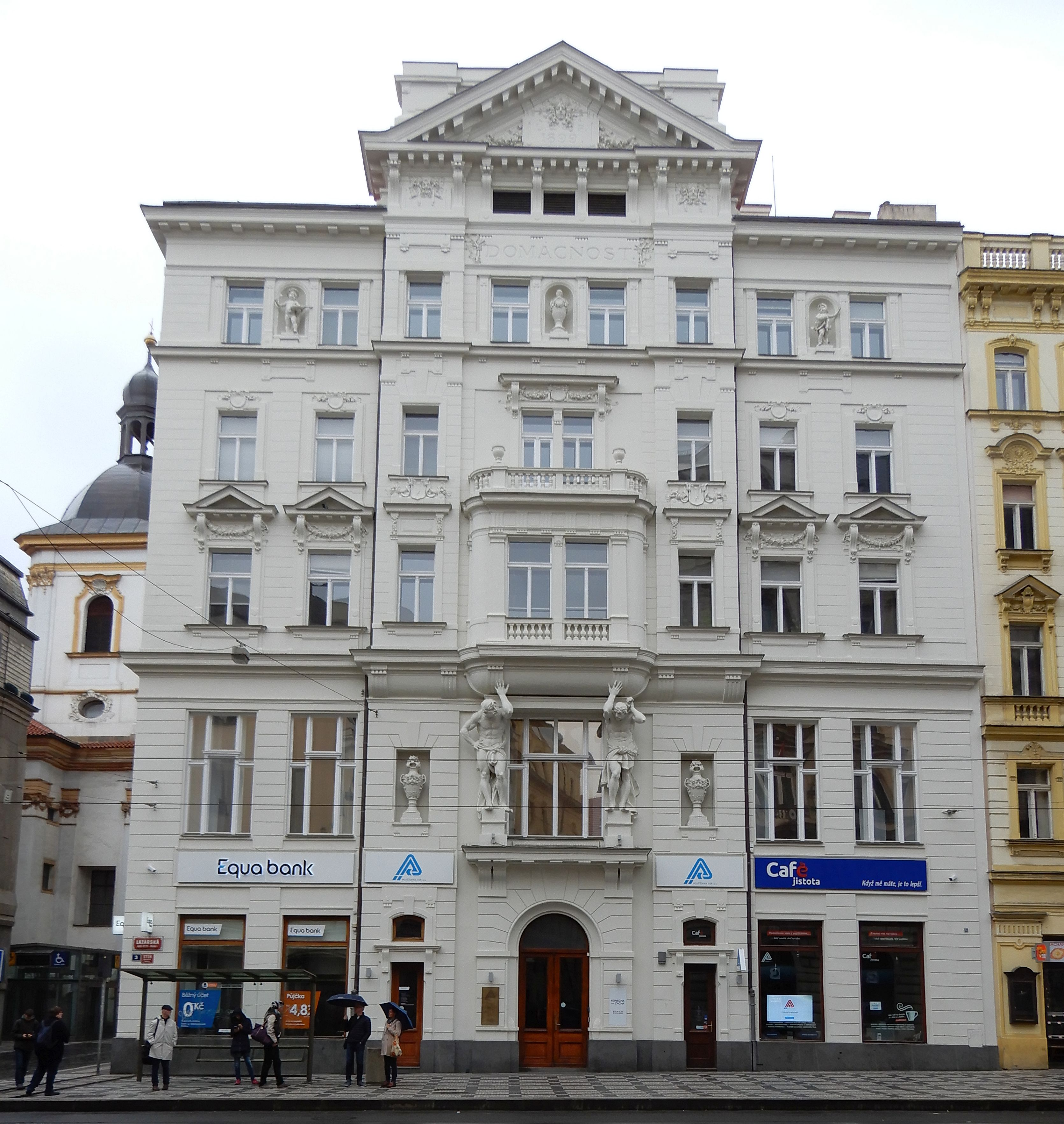
Škola v Lazarské ulici 3, čp. 1718-II, 1899